# 6401 Roentgen
6401 Roentgen este un asteroid din centura principală de asteroizi.

## Descriere
6401 Roentgen este un asteroid din centura principală de asteroizi. A fost descoperit pe 15 aprilie 1991 la Observatorul Palomar de Shoemaker, C. S., Shoemaker, E. M., Levy, D. H.. Asteroidul prezintă o orbită caracterizată de o semiaxă mare de 2,68 ua, o excentricitate de 0,13 și o înclinație de 13,5° în raport cu ecliptica.